# Atoyatempan
Atoyatempan es una localidad del estado mexicano de Puebla. Es cabecera del municipio de Atoyatempan.

## Demografía
| Gráfica de evolución demográfica |
|                                  |

| Censo | Población |
| ----- | --------- |
| 1900  | 3 575     |
| 1910  | 3 156     |
| 1921  | 2 317     |
| 1930  | 2 217     |
| 1940  | 2 068     |
| 1950  | 2 134     |
| 1960  | 2 270     |
| 1970  | 2 740     |
| 1980  | 3 960     |
| 1990  | 4 448     |
| 1995  | 5 017     |
| 2000  | 5 615     |
| 2005  | 5 952     |
| 2010  | 6 154     |
| 2020  | 7 269     |